# Żelisław Złotoręki
Żelisław Złotoręki (zm. 1123) – jeden z komesów za czasów Bolesława Krzywoustego.
Gall Anonim w Kronice polskiej podaje, że w nierozstrzygniętej bitwie na Morawach (ok. 1103) komes Żelisław utracił rękę, w której dzierżąc tarczę zasłaniał nią ciało, ale natychmiast pomścił mężnie jej utratę zabijając tego, który mu ją obciął. Książę Bolesław zaś dla uczczenia go zwrócił mu złotą rękę za cielesną.
Józef Ignacy Kraszewski w powieści Królewscy synowie przywołuje postać Żelisława w jednym z epizodów.